# Вашингтон (Западна Вирџинија)
Вашингтон (енгл. Washington) насељено је место без административног статуса у америчкој савезној држави Западна Вирџинија.

## Демографија
По попису из 2010. године број становника је 1.175, што је 5 (0,4%) становника више него 2000. године.
| Група             | 2000.         | 2010.         |
| Белци             | 1.149 (98,2%) | 1.140 (97,0%) |
| Афроамериканци    | 2 (0,2%)      | 2 (0,2%)      |
| Азијати           | 5 (0,4%)      | 13 (1,1%)     |
| Хиспаноамериканци | 0 (0,0%)      | 9 (0,8%)      |
| Укупно            | 1.170         | 1.175         |